# Juniperus taxifolia
Juniperus taxifolia é uma espécie de conífera da família Cupressaceae.
Apenas pode ser encontrada no Japão.